# Selección de rugby de Suecia
La selección de rugby de Suecia es el equipo representativo de dicho país en competiciones oficiales desde 1988. Cabe destacar que actualmente es miembro de la FIRA - Asociación Europea de Rugby- , que además juega en la Primera División de la Copa europea de Naciones. Vale añadir que desde 1991 intenta clasificarse sin éxito alguno al Campeonato del Mundo. La mayoría de sus jugadores se desempeñan en clubes suecos, sin embargo hay un creciente  número de ellos que lo hacen en Reino Unido e Irlanda. El World Rugby Ranking la ubicó en el puesto 60, por encima de Kazajistán y por debajo de Filipinas.

## Clasificatorias
- 1987 no participó, no estaba conformada.
- 1991 - actualidad no ha clasificado.

## Palmarés
- European Nations Cup - División 2A (1): 2010-11
- FIRA Nations Cup - División 3 (1): 1981-82
- European Nations Cup - División 3A (1): 2006-08

## Estadísticas

### Jugador con más partidos
- Nicklas Jaråker: 54

### Resultados por rivales
| Rival                | PJ  | G  | P  | E | % G    |
| -------------------- | --- | -- | -- | - | ------ |
| Alemania             | 3   | 1  | 2  | 0 | 33.3%  |
| Alemania Federal     | 5   | 2  | 3  | 0 | 40%    |
| Alemania Democrática | 3   | 0  | 3  | 0 | 0%     |
| Andorra              | 5   | 2  | 3  | 0 | 40%    |
| Armenia              | 1   | 1  | 0  | 0 | 100%   |
| Austria              | 2   | 2  | 0  | 0 | 100%   |
| Bélgica              | 12  | 4  | 8  | 0 | 33.3%  |
| Checoslovaquia       | 7   | 0  | 6  | 1 | 0%     |
| Croacia              | 4   | 3  | 1  | 0 | 75%    |
| Dinamarca            | 49  | 36 | 10 | 3 | 73.5%  |
| España               | 2   | 0  | 2  | 0 | 0%     |
| Finlandia            | 2   | 2  | 0  | 0 | 100%   |
| Hungría              | 1   | 1  | 0  | 0 | 100%   |
| Israel               | 3   | 3  | 0  | 0 | 100%   |
| Letonia              | 8   | 5  | 3  | 0 | 62.5%  |
| Lituania             | 6   | 5  | 0  | 1 | 83.3%  |
| Luxemburgo           | 3   | 3  | 0  | 0 | 100%   |
| Malta                | 3   | 1  | 2  | 0 | 33.3%  |
| Moldavia             | 1   | 1  | 0  | 0 | 100%   |
| Noruega              | 7   | 7  | 0  | 0 | 100%   |
| Países Bajos         | 19  | 1  | 18 | 0 | 5.3%   |
| Polonia              | 11  | 0  | 10 | 1 | 0%     |
| Portugal             | 2   | 0  | 2  | 0 | 0%     |
| República Checa      | 3   | 2  | 1  | 0 | 66.67% |
| Unión Soviética      | 2   | 0  | 2  | 0 | 0%     |
| Serbia y Montenegro  | 5   | 3  | 2  | 0 | 60%    |
| Suiza                | 6   | 6  | 0  | 0 | 100%   |
| Túnez                | 1   | 0  | 1  | 0 | 0%     |
| Ucrania              | 2   | 0  | 2  | 0 | 0%     |
| Total                | 176 | 89 | 81 | 6 | 50.6%  |

- Actualizado el 29 de junio de 2018[4][5]